# Ludwig III. (Anjou)
Ludwig III. von Anjou (* 25. September 1403; † 12. November 1434 in Cosenza) war Titularkönig von Neapel, Herzog von Anjou und Touraine, Graf von Provence und Maine.
Seine Eltern waren Ludwig II. von Anjou und Jolanthe von Aragón, Tochter von König Johann I. von Aragón. Nach dem Tod König Martins I. von Aragón galt Ludwig bis zum Kompromiss von Caspe als ein Anwärter auf die Nachfolge in Aragón. Nach dem Tod seines Vaters 1417 krönte Papst Martin V. ihn am 4. Dezember 1419 zum Titularkönig von Sizilien und 1420 von Neapel. 1423 wurde er von Königin Johanna II. von Neapel adoptiert. Bereits kurz nach der Heirat am 31. August 1432 mit Margarethe von Savoyen (1420–1479) erkrankte Ludwig an Malaria und verstarb in Cosenza. Sein Bruder Rene I. von Anjou trat sein Erbe an.
| Vorgänger  | Amt                                                                                | Nachfolger |
| ---------- | ---------------------------------------------------------------------------------- | ---------- |
| Ludwig II. | Herzog von Anjou Graf von Provence Titularkönig von Neapel und Jerusalem 1417–1434 | René I.    |

| Personendaten    | Personendaten                                                                       |
| ---------------- | ----------------------------------------------------------------------------------- |
| NAME             | Ludwig III.                                                                         |
| ALTERNATIVNAMEN  | Ludwig III. von Anjou (vollständiger Name)                                          |
| KURZBESCHREIBUNG | Titularkönig von Neapel, Herzog von Anjou und Touraine, Graf von Provence und Maine |
| GEBURTSDATUM     | 25. September 1403                                                                  |
| STERBEDATUM      | 12. November 1434                                                                   |
| STERBEORT        | Cosenza                                                                             |